# Original Rockers
Az Original Rockers  egy 1979-es dub album    Augustus Pablo jamaicai zenésztől.

## Számok
1. Rockers Dub
2. Up Warrika Hill
3. Cassava Piece
4. Tubby's Dub Song
5. Jah Dread
6. Brace A Boy
7. Thunder Clap
8. Park Lane Special
9. New Style
10. AP Special
11. Tubby's Dub Song (Dub version 2)*
12. Brace A Boy (Dub version 2)*

* Csak a  Greesleeves  CD-n

## Zenészek
- Dob: Carlton Barrett
- Basszusgitár: Robbie Shakespeare & Aston Barrett
- Gitár: Chinna Smith
- Zongora: Augustus Pablo
- Orgona: Augustus Pablo
- Tenorszaxofon: Dirty Harry
- Harsona: Don D. Junior
- Trombita: Bobby Ellis
- Melodika: Augustus Pablo
- Clavinet: Augustus Pablo

## Közreműködtek
- Hangmérnök : Prince Jammy & King Tubby & Phillip Smart
- Felvételek : Channel One (Kingston, Jamaica) & Dynamic Sounds (Kingston, Jamaica)
- Mix  : King Tubby's Studio (Kingston, Jamaica)

## Külső hivatkozások
- https://web.archive.org/web/20070913064527/http://www.roots-archives.com/release/2776
- https://web.archive.org/web/20071107113350/http://www.elrockers.org/2/discography/records/original_rockers.html